# العلاقات الأندورية الإسرائيلية
العلاقات الأندورية الإسرائيلية هي العلاقات الثنائية التي تجمع بين أندورا وإسرائيل.

## مقارنة بين البلدين
هذه مقارنة عامة ومرجعية للدولتين:
| وجه المقارنة                                              | أندورا                                                     | إسرائيل                                                             |
| --------------------------------------------------------- | ---------------------------------------------------------- | ------------------------------------------------------------------- |
| المساحة (كم2)                                             | 468                                                        | 20.77 ألف                                                           |
| عدد السكان (نسمة)                                         | 76.18 ألف                                                  | 8.89 مليون                                                          |
| الكثافة السكانية (ن./كم²)                                 | 16.28 ألف                                                  | 428.02                                                              |
| العاصمة                                                   | أندورا لا فيلا                                             | القدس                                                               |
| اللغة الرسمية                                             | اللغة الكتالونية                                           | اللغة العبرية، اللغة العربية                                        |
| العملة                                                    | يورو                                                       | شيكل إسرائيلي جديد، شيكل إسرائيلي قديم، جنيه فلسطيني، جنيه إسرائيلي |
| الناتج المحلي الإجمالي (بليون دولار)                      | 3.01 مليار                                                 | 350.85 مليار                                                        |
| الناتج المحلي الإجمالي (تعادل القوة الشرائية) بليون دولار |                                                            | 306.51 مليار                                                        |
| الناتج المحلي الإجمالي الاسمي للفرد دولار أمريكي          |                                                            | 35.73 ألف                                                           |
| الناتج المحلي الإجمالي للفرد دولار أمريكي                 |                                                            | 36.58 ألف                                                           |
| مؤشر التنمية البشرية                                      | 0.858                                                      | 0.899                                                               |
| رمز المكالمات الدولي                                      | +376                                                       | +972                                                                |
| رمز الإنترنت                                              | .ad                                                        | .il                                                                 |
| المنطقة الزمنية                                           | ت ع م+01:00، توقيت وسط أوروبا، ت ع م+02:00، أوروبا/أندورا ‏ | توقيت إسرائيل، Israel Summer Time ‏                                  |

## منظمات دولية مشتركة
يشترك البلدان في عضوية مجموعة من المنظمات الدولية، منها:
| علم المنظمة | اسم المنظمة                   | تاريخ انضمام أندورا | تاريخ انضمام إسرائيل |
| ----------- | ----------------------------- | ------------------- | -------------------- |
|             | منظمة الشرطة الجنائية الدولية | ?                   | ?                    |
|             | الأمم المتحدة                 | 28 يوليو 1993       | 11 مايو 1949         |
|             | الاتحاد الدولي للاتصالات      | 12 نوفمبر 1993      | 24 يونيو 1948        |
|             | يونسكو                        | 20 أكتوبر 1993      | 16 سبتمبر 1949       |

## وصلات خارجية
- موقع وزارة الخارجية الأندورية
- موقع وزارة الخارجية الإسرائيلية